# H. G. Peter
Harry George Peter (San Rafael, 8 marzo 1880 – Staten Island, 2 gennaio 1958) è stato un fumettista statunitense, co-creatore di Wonder Woman.

## Biografia
Dopo aver iniziato la sua carriera come illustratore di riviste, Peter si unì a William Moulton Marston negli anni '40, contribuendo a dare vita al personaggio di Wonder Woman nel 1941. La sua arte ha definito l'estetica iniziale della supereroina, caratterizzata da un forte senso di empowerment femminile e da un design distintivo. Peter avrebbe continuato a lavorare al fumetto anche dopo la morte di Marston nel 1947, rimanendo legato al progetto fino alla propria morte nel 1958. Nel 1944 i due vinsero il Premio Hugo per la miglior graphic story per il fumetto "Battle for Womanhood".